# سالور، هند
سالور (به انگلیسی: Salur) یک منطقهٔ مسکونی در هند است که در Salur mandal واقع شده‌است. سالور ۱۹٫۵۵ کیلومتر مربع مساحت و ۴۹٬۵۰۰ نفر جمعیت دارد و ۱۳۸٫۰۵ متر بالاتر از سطح دریا واقع شده‌است.